# Bahía de Matagorda
La bahía de Matagorda (en inglés Matagorda Bay) es una gran bahía estuariarina localizada en la costa de Texas, perteneciente a los condados de Calhoun y Matagorda, aproximadamente a 130 km al noreste de la ciudad de Corpus Christi, 230 km al sureste de San Antonio, 174 km al suroeste de Houston, y 269 km al sureste de Austin. La bahía está separada del golfo de México por la península de Matagorda y sirve como desembocadura de numerosos ríos y arroyos, especialmente del río Lavaca (185 km) y del Colorado texano (1387 km). El principal puerto marítimo de Texas, Port Lavaca, está ubicado en la extensión noroccidental del sistema de la bahía de Lavaca. La ciudad de Palacios se encuentra en la extensión noreste de Tres Palacios Bay y Port O'Connor, en el extremo suroeste de la costa de la bahía principal. La ciudad fantasma de Indianola, que fue un importante puerto antes de que fuera destruida por dos huracanes en el siglo XIX, también está en la bahía.  
Las riberas de la bahía, especialmente cerca del delta del río Colorado, ofrecen un hábitat ideal para gran variedad de vida silvestre. La vida silvestre sirve de base para el turismo de observación de aves y la pesca, y es un componente esencial de la producción de productos del mar, especialmente camarón y el cangrejo azul, que son las especialidades de la zona. La tierra fértil próxima a la bahía es ideal para la agricultura, sobre todo para la propagación de arroz.
De media, el sistema de la bahía tiene unos 2 m de profundidad y cubre aproximadamente 1093 km².

## Historia

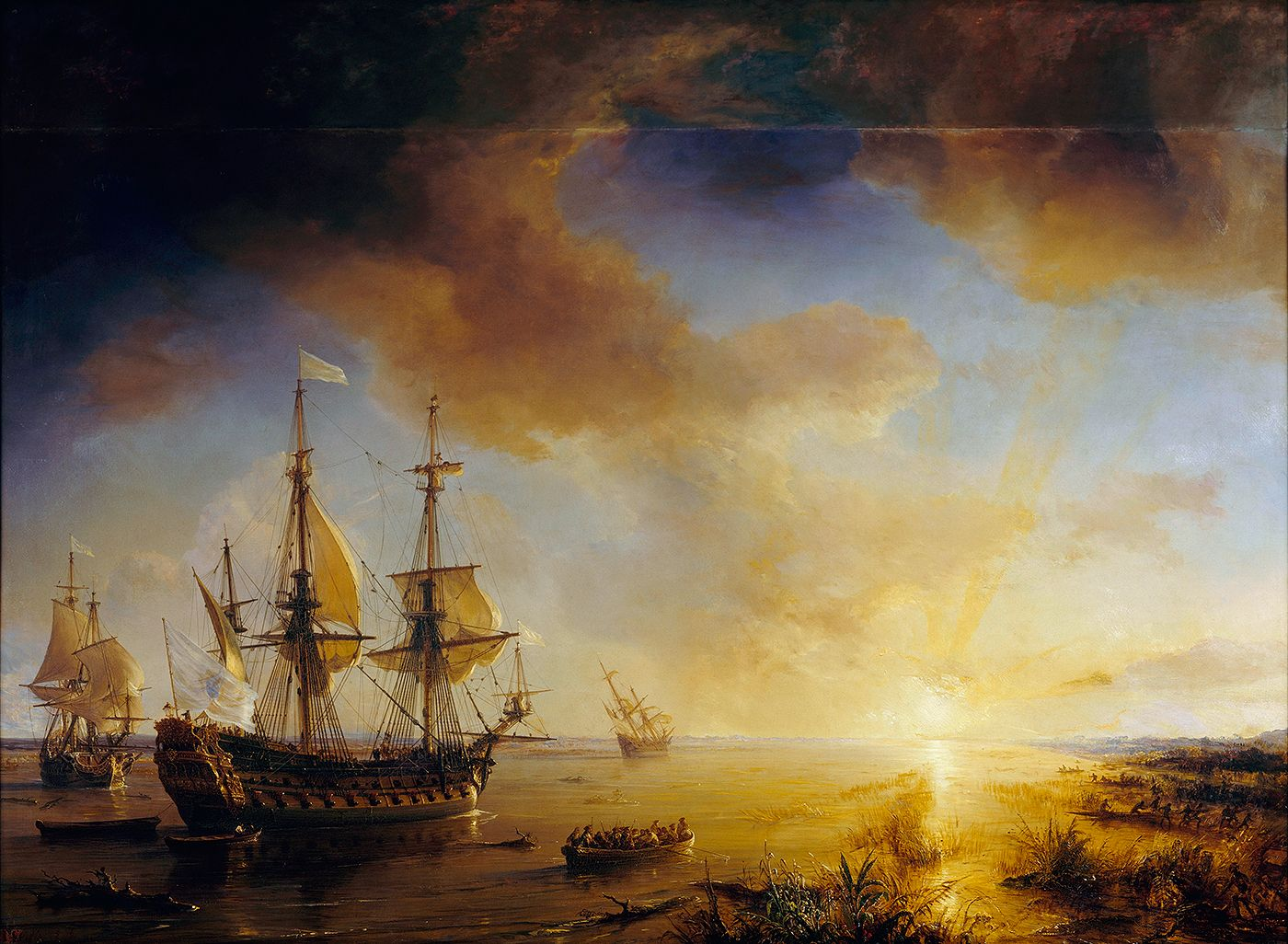
La entrada de La Salle en la bahía de Matagorda, obra de Theodore Gudin

Los primeros registros europeos sugieren que la bahía y sus alrededores tuvieron los nombres de Espíritu Santo y Costa y Bahía de San Bernardo. El mapa de finales de la década de 1510 del explorador español Alonso Álvarez de Pineda parece ser la primera documentación de la bahía. En 1685, en su tercer viaje, el explorador francés René-Robert Cavelier, señor de La Salle estableció la colonia de Fort St. Louis en la costa de la bahía, después de no haber logrado encontrar la entrada del río Misisipí en el golfo de México. La mitad de los colonos murieron por enfermedad, y la otra mitad, salvo cinco niños, fue asesinada por los indios karankawa. Los indios mantuvieron a los niños hasta que fueron rescatados por los españoles durante las expediciones cerca de la bahía de Alonso de León y Domingo Terán de los Ríos. Un fuerte, el Presidio La Bahía, y la Misión de Nuestra Señora del Espíritu Santo de Zúñiga fueron construidos por los españoles en el sitio que ocupaba Fort Saint Louis en 1722.

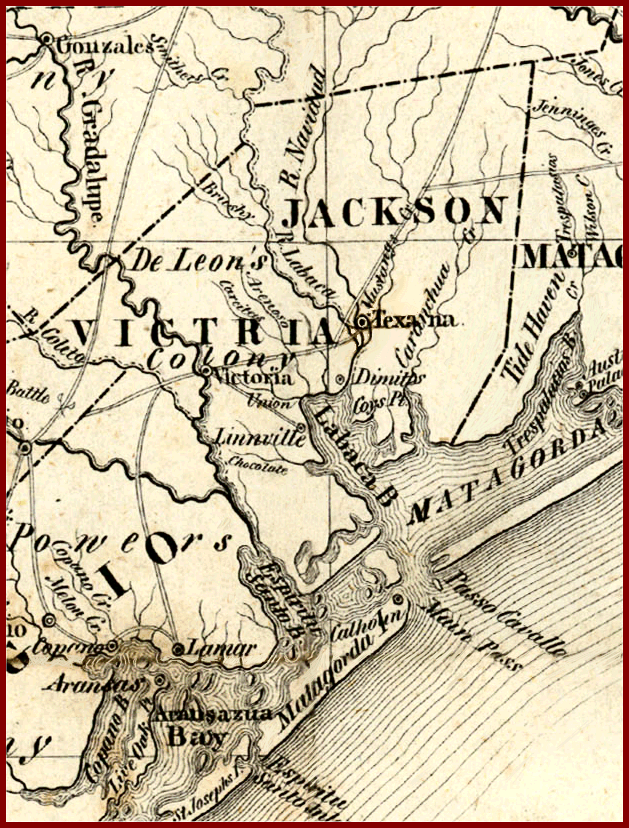
Sección de un mapa de 1841 que muestra el área abandonada de Linnville, Texas

El puerto de Linnville se estableció en la bahía de Matagorda en 1831, y sirvió como puerto principal de la República de Texas. El Gran Raid Comanche de 1840 destruyó la ciudad y obligó a los habitantes a huir a la cercana Labbacca, que más tarde sería conocida como Port Lavaca. Lavaca o la vaca, se fundó a raíz de la incursión de los comanche en 1841 y sustituyó a Linnville como principal puerto de la bahía de Matagorda. Sin embargo, el pesado banco de arena de Lavaca Bay causó algunos problemas de navegación para los buques. Como resultado, Lavaca fue superado por Indianola como principal puerto de la bahía en la década de 1850, a pesar de que los bancos de arena fueron dragados más adelante esa misma década. Indianola había sido fundada en 1846 como lugar de desembarco para inmigrantes alemanes. Se convirtió rápidamente en un importante puerto de mar, llegando a ser en la década de 1860 el segundo más grande del estado (después de Galveston). Los dos puertos, y en particular el control estratégico de la bahía de Matagorda, se volvieron importantes durante la guerra civil americana. El control de la bahía cambió entre el Ejército de la Unión y las fuerzas confederadas en varias ocasiones. La presencia de la Unión en el área terminó en junio de 1864. Después de la guerra, Indianola continuó su crecimiento, y alcanzó una población de 5.000 habitantes en la década de 1870. Un huracán en 1875 causó graves daños en la ciudad. Fue reconstruida a menor escala poco después, pero un segundo y más intenso huracán tocó tierra en 1886 (el quinto más intenso en la historia de EE. UU.), causando aún mayor destrucción. Al año siguiente, Indianola fue completamente abandonada. Aunque Lavaca también se vio afectada significativamente por los huracanes, sobrevivió como puerto, y de nuevo se convirtió en el más grande de la bahía. Sigue manteniendo esta distinción hoy. Su nombre se cambió a Port Lavaca en el siglo XIX. Palacios fue establecida alrededor de 1901, y Port O'Connor fue fundada en la bahía en 1909.
Antes de 1900, East Matagorda Bay era una extensión de flujo libre, que formaba el segmento oriental de la bahía de Matagorda. Problemas de inundaciones y drenaje causados por el río Colorado, que en ese momento desembocaba en la bahía, propiciaron una campaña masiva de dragados en la década de 1920. Las inundaciones no fueron subsanadas con los dragados, ya que los sedimentos seguían depositándose y formando un pantano mareal que creció unos 2,0 km² al año. Como resultado, los ciudadanos locales decidieron cambiar el curso del río Colorado en 1934 para eludir la bahía de Matagorda y desaguar directamente en el golfo de México, y el dragado de este proyecto causó la separación y aisló la bahía Este de Matagorda. En 1992, el río fue desviado de nuevo para que desaguase nuevamente en la bahía.

## Características geográficas

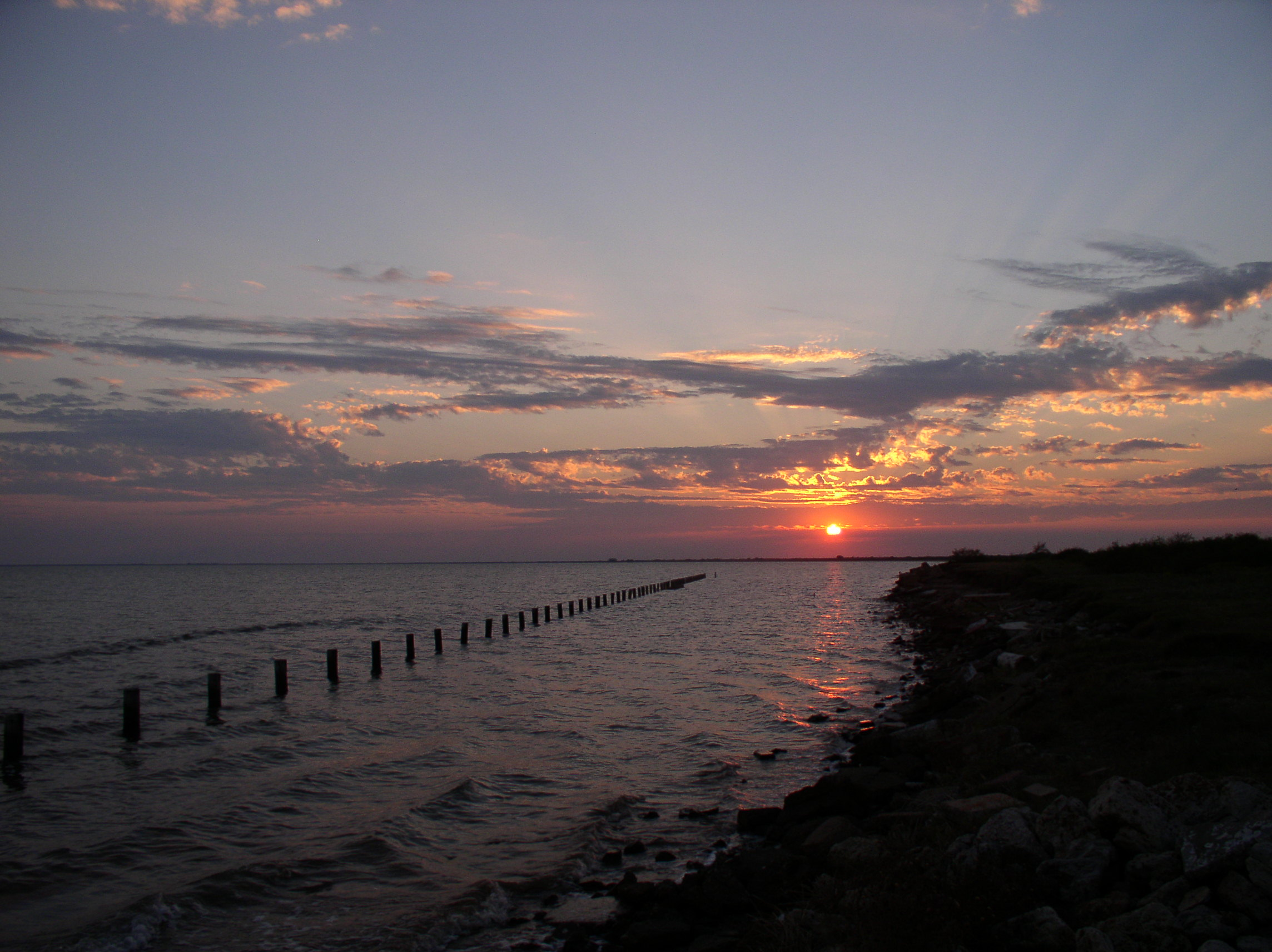
Matagorda Bay at Jensen Point

El litoral de la bahía está incluido en el llanura costera de Texas (Texas Coastal Plain). En su extremo oriental, cerca del delta del río Colorado, hay una zona pantanosa, con abundancia de humedales y marismas. Grandes praderas costeras que dan soporte a pastos nativos se pueden encontrar en toda la zona. De media, el sistema de la bahía de Matagorda tiene unos 2 metros de profundidad, y cubre aproximadamente 1093 km². Es el tercer sistema estuarino más grande de Texas, tras la bahía de Galveston y la Laguna Madre. Las principales extensiones son: bahía Lavaca (Lavaca Bay), que se extiende hacia el oeste hasta la desembocadura del río Lavaca; bahía Tres Palacios (Tres Palacios Bay), que se extiende al noreste de la desembocadura del río Tres Palacios; y bahía Este de Matagorda (East Matagorda Bay), que está casi aislada del sistema por el delta del Río Colorado. Otras entrantes son Turtle Bay, Carancahua Bay, Keller Bay y Cox Bay.
Cada segundo, unos 150 m³ de agua desembocan en la bahía. El intercambio con el golfo de México se produce en el paso de Cavallo (Pass Cavallo), Matagorda Ship Channel, Greens Bayou, el Complejo Delta del Río Colorado y Brown Cedar Cut. Como resultado del intercambio de agua de mar, la salinidad de la bahía es de 19 partes por mil (ppt), que es inferior a la media de agua de mar de 35 partes por mil. Esta diferencia se debe a la gran cantidad de arroyos y ríos que fluyen en el sistema, en gran parte de las cuencas de los ríos Colorado y Lavaca.

## Ecosistema
En los alrededores de la bahía de Matagorda se puede encontrar una amplia variedad de vida silvestre. El área de conservación Mad Island-Lake Oyster, situada en la orilla oriental de la bahía de Matagorda, es el hábitat de más de 300 especies de aves, incluyendo aves canoras, playeras y acuáticas. Durante el Conteo anual navideño de aves de los años 2000 a 2002 de la National Audubon Society, en el área se encontraron más especies de aves que en cualquier otro lugar del país. También se encuentran a lo largo de la bahía otras especies, como gato montés de Norteamérica, venado de cola blanca, nutrias de río, lagarto cornudo de Texas, garceta rojiza, halcón de cola blanca, halcón peregrino, frailecillo silbador y alligator.
De acuerdo con Texas Parks and Wildlife, en la bahía se han capturado las siguientes especies de peces: lubina rayada atlántica, Bagre marinus, corvina del Atlántico, corvina negra, tambor rojo, lenguado del sur, ronco barrado, merluza, arenque Barrilete, Crevalle jack, malachos, lacha Golfo, Pigfish, fumador liso, trucha de mar de arena, trucha de mar manchada, tiburón de puntas negras, pez emperador gris, raya-látigo americana, Gulf toadfish y dormilonas. La bahía sirve como vivero de moluscos, crustáceos, camarones y cangrejos.

## Industria

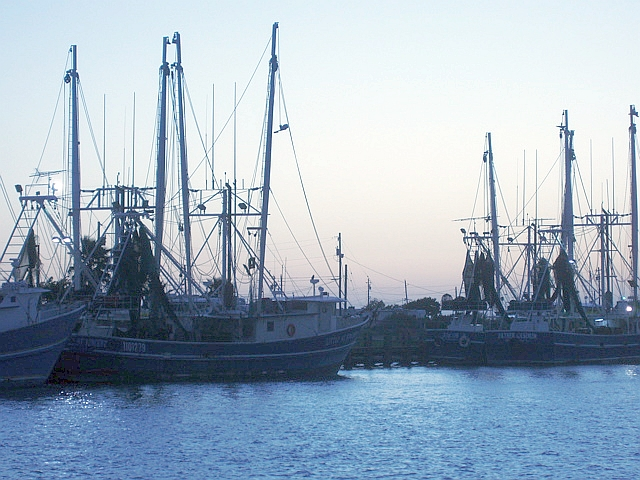
Barcos dedicados al camarón en Palacios

El sistema de la bahía de Matagorda es un renombrado lugar de pesca en la región debido a la riqueza de nutrientes del estuario. La economía de la bahía se sustenta en el procesamiento de pescados y mariscos, la industria manufacturera, la agricultura y el turismo. Los pescadores comerciales se especializan en ostras, cangrejo azul y camarón. Port Lavaca es el líder nacional en el procesamiento de camarones, y comercializó cuatro millones de toneladas de productos del mar sólo en 1985. Palacios alberga la mayor planta de tratamiento de cangrejo azul de los Estados Unidos, y allí se encuentra la única planta de camarón congelado en Texas. La pesca recreativa también contribuye a la economía local, a través del turismo. Con frecuencia los turistas acuden al muelle pesquero estatal de Port Lavaca, que es un importante punto de interés para los pescadores. Otras actividades para los visitantes incluyen la caza, asados de ostras, playas y la observación de aves.
Varios complejos manufactureros que emplean a residentes locales se han erigido a lo largo de la bahía. Alcoa, Union Carbide, Du Pont y Formosa Plastics tienen plantas establecidas en Point Comfort. La planta de energía nuclear South Texas se encuentra en las cercanías de Bay City. El petróleo y gas natural fueron descubiertas en la bahía en la década de 1930. El maíz, el algodón, la soja, el forraje, y sobre todo el arroz, crecen bien alrededor de la bahía, especialmente en la región fértil del delta.